# Jean-Pierre Cargol
Jean-Pierre Cargol, également connu sous le surnom de Rey, est un comédien, chanteur et musicien français né le 24 mai 1957 à Montpellier. Il est principalement connu pour avoir tenu le rôle de l'enfant Victor dans le film de François Truffaut, L'Enfant sauvage (1969). Il est également guitariste dans le groupe Chico and the Gypsies sous le nom de Rey Cargol Baliardo ou simplement Rey.

## Biographie

### Famille
Jean-Pierre Cargol est le neveu de Manitas de Plata, son père, le guitariste Hyppolyte Baliardo étant le frère de Manitas.

### Cinéma
À l'âge de 12 ans, le jeune Jean-Pierre Cargol est repéré par Jean-François Stévenin, alors régisseur de distribution, dans un camp de gitans près de Montpellier. François Truffaut décide alors de lui confier le rôle de Victor, le rôle principal de son film L'Enfant sauvage.
Le tournage se déroule durant l'été 1969 dans le Massif central. Le film rencontre un avis favorable auprès de la critique et le succès auprès du public et obtient le prix Méliès (1970). En 1974, il joue dans le film franco-britannique Caravan to Vaccares (Le passager) réalisé par Geoffrey Reeve. Il a également un rôle dans le film T'aime (2000) de Patrick Sébastien.
En 1985, Jean-Pierre Cargol fait une apparition avec la « famille des acteurs des films de Truffaut » au Festival de Cannes et partage la scène avec Jean-Pierre Léaud, Claude Jade, Jeanne Moreau, Fanny Ardant, Catherine Deneuve et d'autres acteurs pour un « hommage à François Truffaut ».

### Musique
Guitariste de flamenco et chanteur, Jean-Pierre Cargol se produit pendant des années dans des bars musicaux et des restaurants dans sa région d'origine avec d'autres musiciens gitans. Il s'est notamment souvent produit dans le restaurant La Camargue à Aigues-Mortes, cantine estivale des peoples. Il adopte alors le pseudonyme de Rey. Dans les années 2000, il rejoint Chico Bouchikhi et le groupe Chico and the Gypsies.

### Philatélie
Un timbre postal, consacré au film L'Enfant sauvage (dans la série Cinémathèque française de 1986), où Jean-Pierre Cargol figure, est paru en 1986. Ce timbre a la particularité de présenter une personne timbrifiée de son vivant, une très rare exception en France.

## Documentation
- [PDF] Dossier critique de l'Enfant sauvage sur abc-lefrance.com (archive)
- (en) Jean-Pierre Cargol, fiche IMDB
- Patricia Robin, [PDF] L’enfant chez Truffaut : introspection et résilience revue Séquences, (292), 14–15, octobre 2014, sur Erudit.org